# Брюнето, Мад
Модер Фернан Брюнето (фр. Modere Fernand Bruneteau; 28 ноября 1914, Сен-Бонифас — 15 апреля 1982, Хьюстон) — канадский хоккеист, игравший на позиции правого нападающего; трёхкратный обладатель Кубка Стэнли в составе «Детройт Ред Уингз» (1936, 1937, 1943).

## Биография

### Игровая карьера
Поиграв на молодёжном уровне, присоединился к клубу НХЛ «Детройт Ред Уингз», но полтора сезона играл за их фарм-клуб «Детройт Олимпикс». 24 марта 1936 года в матче плей-офф против «Монреаль Марунз» забросил шайбу в овертайме, завершив матч по времени 116 минут и 30 секунд и помог команде выиграть матч со счётом 1:0, что сделало матч самым продолжительным в истории НХЛ.  Брюнето был важной частью команды, которая выиграла три Кубка Стэнли в 1936, 1937 и 1943 годах, помимо этого с 1943 по 1945 годы он зарабатывал за сезон 45 и более очков.
Его последним сезоном в хоккее стал сезон 1945/46, где он совмещал игры за «Ред Уингз» и фарм-клуб «Индианаполис Кэпиталз», завершив карьеру  возрасте 31 года.

### Тренерская карьера
Работал в клубах «Омаха Найтс» (1946—1950), где был также играющим тренером, «Сент-Луис Флайерс» (1950—1951) и «Милуоки Чифс» (1952—1953).

### Семья
Его младший брат Эд играл в НХЛ за «Ред Уингз» и под руководством старшего брата в «Омахе Найтс».

### Смерть
Скончался 15 апреля 1982 года в Хьюстоне на 68-м году жизни от рака.